# Happy Feet
Happy Feet là một bộ phim hoạt hình 3D của đạo diễn George Miller nói về 1 chú chim cánh cụt tên là Mumble không biết hát nhưng bù lại khiêu vũ rất giỏi. Happy Feet được sản xuất tại Sydney, sau đó phát hành rộng rãi tại Mỹ và các nước Á-Âu.

## Nội dung phim
Bộ phim nói về 1 chú chim cánh cụt tên là Mumble sống trong xứ sở lạnh giá, mà ở đây tầng lớp xã hội được phân chia theo giọng hát. Oái oăm thay là Mumble hát rất tồi mặc dù chú chim này có bố Memphis và mẹ Norma Jean là những chim cánh cụt hát hay. Tuy thế Mumble vẫn được bố mẹ mình thương yêu. Và ở đây có 1 điều bí mật là nếu Mumble không biết thể hiện bài hát Heartsong thì cậu sẽ mãi mãi không tìm được bạn tình, tìm được tình yêu cho mình. Có 1 điều khác oái oăm hơn nữa là Mumble có một người bạn rất thân là Gloria, nhưng trái ngược với 1 Mumble hát dở, Gloria là 1 cô nàng cánh cụt hát rất hay. Và đó là điều khiến đôi bạn thân này có những mâu thuẫn với nhau.
Vì có giọng hát dở nên Mumble cũng trở thành cái gai trong mắt nhiều chim cánh cụt khác trong vương quốc. Một trong số đó là người đứng đầu vương quốc - Chim cánh cụt Noah. Cũng chính vì thế mà 1 ngày nọ Mumble bị đuổi khỏi vương quốc. Cậu lang thang mãi rồi cuối cùng đến với vương quốc Adelie Amigos - vương quốc mà giọng hát không quan trọng. Chính ở nơi đây đã cho Mumble những giờ phút rất vui vẻ.

## Lồng tiếng
| Diễn viên lồng tiếng | Việt Thoại qua        | Nhân vật         |
| -------------------- | --------------------- | ---------------- |
| Elijah Wood          | Nguyễn Anh Tuấn       | Mumble           |
| Brittany Murphy      | Cao Thụy Thanh Hồng   | Gloria           |
| Hugh Jackman         | Tất My Ly             | Memphis          |
| Nicole Kidman        | Trương Ngọc Châu      | Norma Jean       |
| Robin Williams       | Trần Vũ               | Ramón            |
| Robin Williams       | Hồ Tiến Đạt           | Lovelace         |
| Hugo Weaving         | Tạ Bá Nghị            | Noah the Elder   |
| Carlos Alazraqui     |                       | Néstor           |
| Lombardo Boyar       |                       | Raul             |
| Jeff Garcia          |                       | Rinaldo          |
| Johnny A. Sanchez    |                       | Lombardo         |
| Fat Joe              |                       | Seymour          |
| Magda Szubanski      |                       | Miss Viola       |
| Miriam Margolyes     |                       | Mrs. Astrakhan   |
| Dee Bradley Baker    |                       | Maurice          |
| Chrissie Hynde       |                       | Michelle         |
| Elizabeth Daily      | Lưu Ái Phương         | Baby Mumble      |
| Alyssa Shafer        | Nguyễn Vũ Minh Chuyên | Baby Gloria      |
| César Flores         |                       | Baby Seymour     |
| Anthony LaPaglia     | Nguyễn Trí Luân       | Boss Skua        |
| Danny Mann           |                       | Dino             |
| Mark Klastorin       |                       | Vinnie           |
| Michael Cornacchia   |                       | Frankie          |
| Nicholas McKay       |                       | Nev              |
| Tiriel Mora          |                       | Kev              |
| Steve Irwin          |                       | Trev             |
| Richard Carter       |                       | Barry            |
| Roger Rose           |                       | The Leopard Seal |
| Peter Carroll        |                       | Elder            |
| Larry Moss           |                       | Elder            |
| Lee Perry            |                       | Elder            |
| Alan Shearman        |                       | Elder            |
| Giselle Loren        |                       | Adélie Chica     |
| Denise Blasor        |                       | Adélie Chica     |
| Michelle Arthur      |                       | Adélie Chica     |

## Giải thưởng
Giải Oscar
- Giải Oscar cho phim hoạt hình xuất sắc nhất (2006)

60th British Academy Film Awards
- Phim hoạt hình xuất sắc nhất.

Golden Globes
- Bài hát cho phim hay nhất (Song of the heart)

American Film Institute Awards 2006
- Giải danh dự cho một trong 10 phim hoạt hình hay nhất trong năm.

Los Angeles Film Critics Association Awards
- Phim hoạt hình xuất sắc nhất.

New York Film Critics Circle Awards
- Phim hoạt hình xuất sắc nhất.

Golden Trailer Awards
- Giải âm nhạc hay nhất.

Heartland Awards
- The Truly Moving Picture Award

Kids' Choice Awards
- Phim hoạt hình được yêu thích

British Academy of Film and Television Arts - Children's Awards
- Phim hoạt hình xuất sắc nhất

## Doanh thu & Xếp hạng
| Tuần | Doanh thu   | Xếp hạng | Tổng cộng    |
| ---- | ----------- | -------- | ------------ |
| 1    | $41.533.568 | 1        | $41.533.432  |
| 2    | $37.038.046 | 1        | $99.256.766  |
| 3    | $17.545.418 | 1        | $121.501.018 |
| 4    | $12.904.413 | 2        | $137.932.841 |
| 5    | $8.358.421  | 4        | $149.244.791 |
| 6    | $5.163.474  | 8        | $160.521.910 |
| 7    | $7.650.181  | 9        | $179.152.000 |
| 8    | $4.004.462  | 13       | $185.414.182 |